# Каррабассетт-Веллі (Мен)
Каррабассетт-Веллі (англ. Carrabassett Valley) — місто (англ. town) в США, в окрузі Франклін штату Мен. Населення — 673 особи (2020).

## Демографія
Згідно з переписом 2010 року, у місті мешкала 781 особа в 373 домогосподарствах у складі 219 родин. Було 2103 помешкання
Расовий склад населення:
| - 98,1 % — білих - 0,5 % — азіатів - 0,1 % — корінних американців |

До двох чи більше рас належало 1,3 %. Частка іспаномовних становила 0,5 % від усіх жителів.
За віковим діапазоном населення розподілялося таким чином: 16,4 % — особи молодші 18 років, 68,7 % — особи у віці 18—64 років, 14,9 % — особи у віці 65 років та старші. Медіана віку мешканця становила 50,0 року. На 100 осіб жіночої статі у місті припадало 111,7 чоловіків;  на 100 жінок у віці від 18 років та старших — 110,0 чоловіків також старших 18 років.
Середній дохід на одне домашнє господарство  становив 85 077 доларів США (медіана — 65 938), а середній дохід на одну сім'ю — 110 076 доларів (медіана — 85 417). Медіана доходів становила 46 786 доларів для чоловіків та 41 786 доларів для жінок. За межею бідності перебувало 3,0 % осіб, у тому числі 13,9 % дітей у віці до 18 років та 0,0 % осіб у віці 65 років та старших.
Цивільне працевлаштоване населення становило 316 осіб. Основні галузі зайнятості: мистецтво, розваги та відпочинок — 35,4 %, роздрібна торгівля — 15,2 %, освіта, охорона здоров'я та соціальна допомога — 15,2 %.